# زبير عثمان
زبير عثمان (بالإندونيسية: Zuber Usman)‏ (12 ديسمبر 1916 – 25 يوليه 1976) كان معلم وكاتب إندونيسي المعروف باسم رائد النقد الأدبي الاندونيسي المبكر. ولد في بادنغ، سومطرة الغربية، تلقى تعليمه في المدارس الإسلامية حتى عام 1937 ،
وبعد ذلك أصبح معلماً. اشتغل بكتابة القصص القصيرة أثناء الاحتلال الياباني لإندونيسيا والثورة التي تلت ذلك، لبقية حياته ركز زبير على التدريس والكتابة عن الأدب.

## أعماله
- Sepanjang Jalan (dan beberapa cerita lain) -على طول الطريق (وقصص أخرى) --- قصص قصيرة مجمعة.
- Kesusastraan Lama Indonesia - الأدب الاندونيسي القديم ; 1954
- Kesusastraan Baru Indonesia - الأدب الإندونيسي الجديد; 1957).[2]

الكتابان الأخيران مكتوبان في مختصر ومرتبان زمنيا.
- Hikayat Iskandar Zulkarnain - حكاية اسكندر ذو القرنين; 1956.[2]

وقام بالتعاون مع هانز باجو جاسين بترجمة بعض أعمال بورباتجركا في الأدب الجاوي مثل Tjerita Pandji (قصص اللافتات) في عام 1958. وفي عام 1960 نشر عمل أكاديمي بشأن اللغة الاندونيسية والأدب بعنوان Kedudukan Bahasa dan Sastra Indonesia (موقف اللغة والأدب الإندونيسي).
1. ↑  Hasril Chaniago; Rahmat Irfan Denas (eds.). Ensiklopedia Tokoh 1001 Orang Minang (بالإندونيسية). UMSB Press. ISBN:978-623-8416-00-4. QID:Q122894359.
2. 1 2  JCG, Zuber Usman.
3. 1 2  Salleh 2010.
4. ↑  Usman 2005.